# République socialiste slovaque
1969–1990
Entités précédentes :
- République socialiste tchécoslovaque

Entités suivantes :
- République slovaque

La République socialiste slovaque (en slovaque Slovenská socialistická republika) est une des deux entités fédérées constituant la République socialiste tchécoslovaque du 1er janvier 1969 à mars 1990. Cette subdivision est ensuite devenu la République slovaque au sein de la République fédérale tchéco(-)slovaque puis de la République fédérale tchèque et slovaque, avant de devenir l'actuelle République slovaque indépendante le 1er janvier 1993.